# Högsar
Högsar (uttal [hœksɔr]) är en ö i kommundelen Nagu i Pargas stad,omkring 6 km sydväst om Nagu kyrka. Terrängen är delvis mycket platt,  men på ön finns berget Smörasken som är öns högsta punkt (45 meter ö. h.) och en populär sevärdhet i Nagu. 
Högsar har en area på 12,1 kvadratkilometer och sträcker sig 5,2 kilometer i nord-sydlig riktning, och 5,7 kilometer i öst-västlig riktning. Ön ligger i regionen  Åboland  och landskapet Egentliga Finland, i den sydvästra delen av landet, 41 km sydväst om Åbo och 170 km väster om huvudstaden Helsingfors.

## Förbindelser
Högsar färja, byggd år 1972 rymmer cirka 10 personbilar, och förbinder ön Högsar via Grännäs och ön Ängholm. Färjpasset är 319 meter långt och trafikeras vid behov frånsett lagstadgade pauser. Högsar färja blev den 20 september 2018 Finlands första eldrivna vajerfärja. Färjan får energin via en elkabel direkt från det riksomfattande nätet. Som reservkraft finns en dieselgenerator, med tanke på eventuella elavbrott. Den närmaste förbindelsebåtsbrygga till ön Högsar finns i Mattnäs.

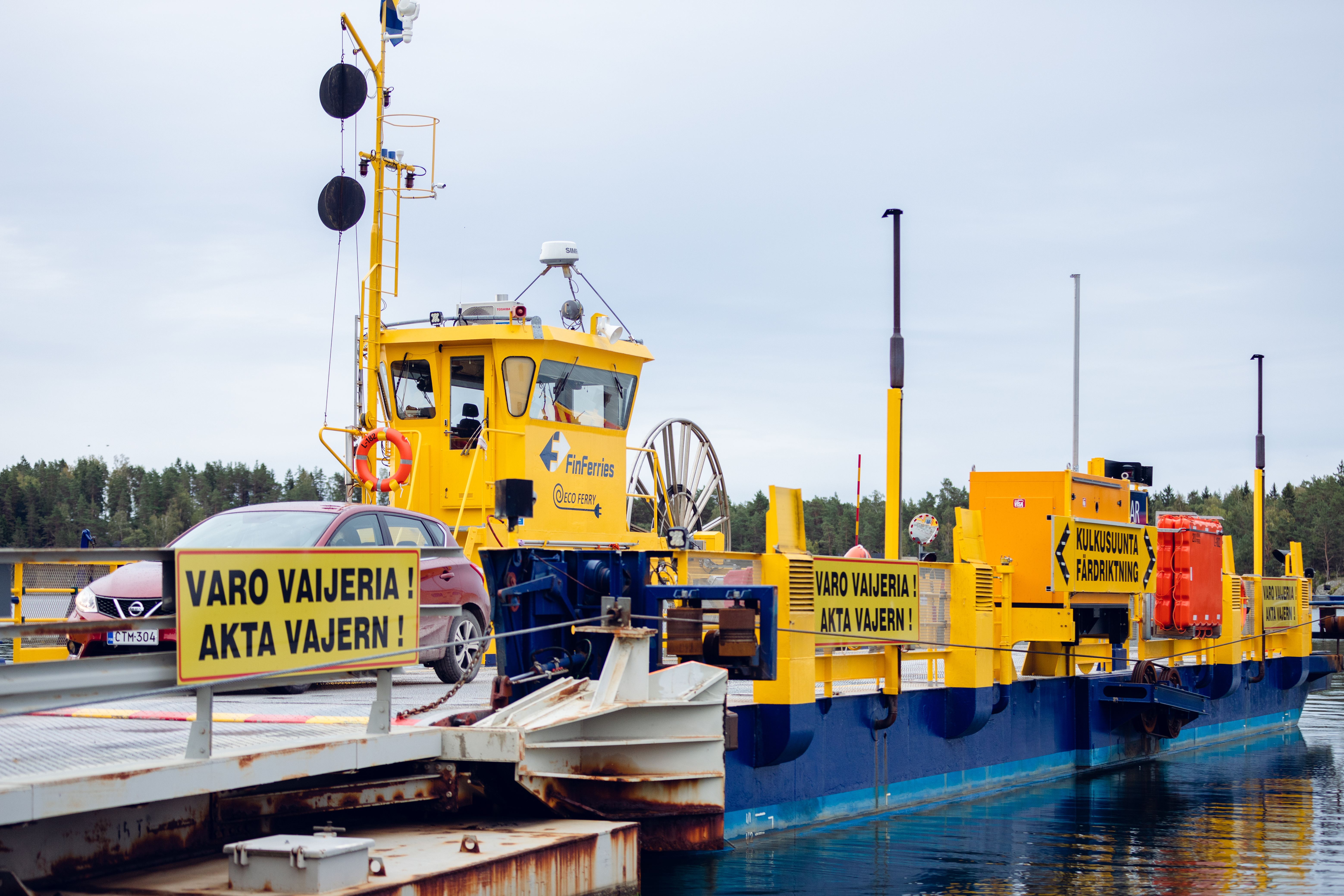
Eldriven färja i Högsar
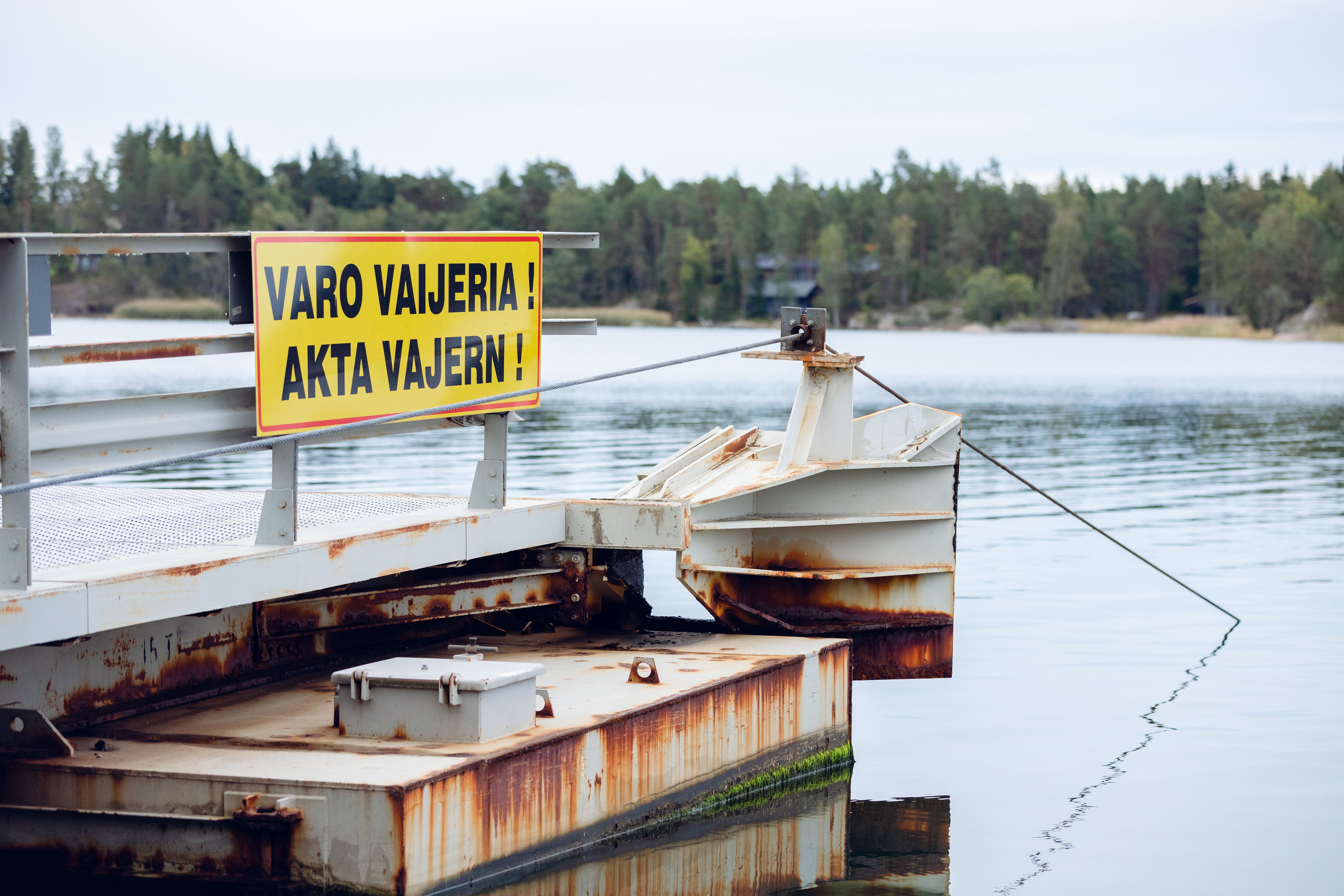
Eldriven färja i Högsar
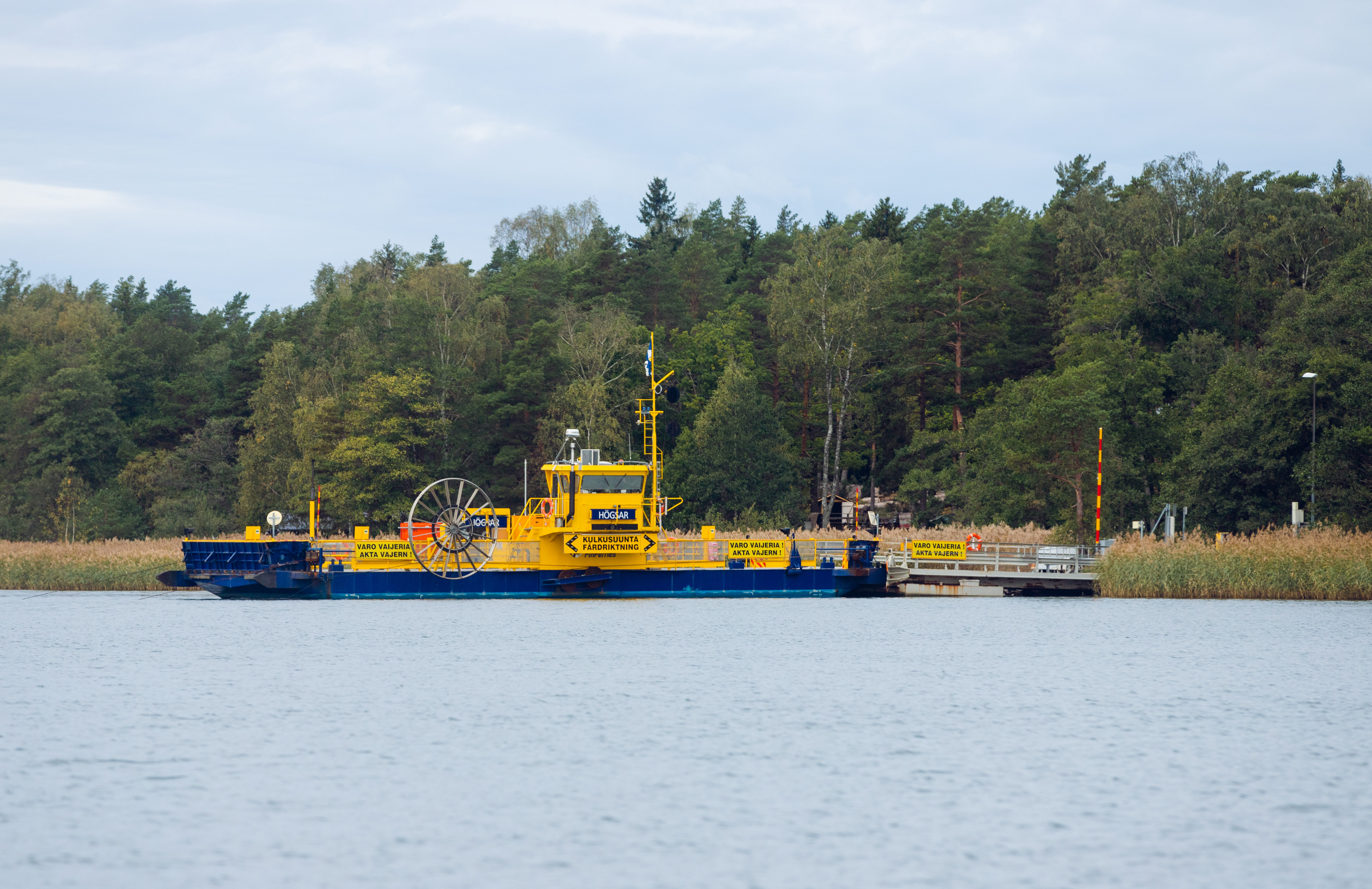
Högsars eldrivna färja ute på havet
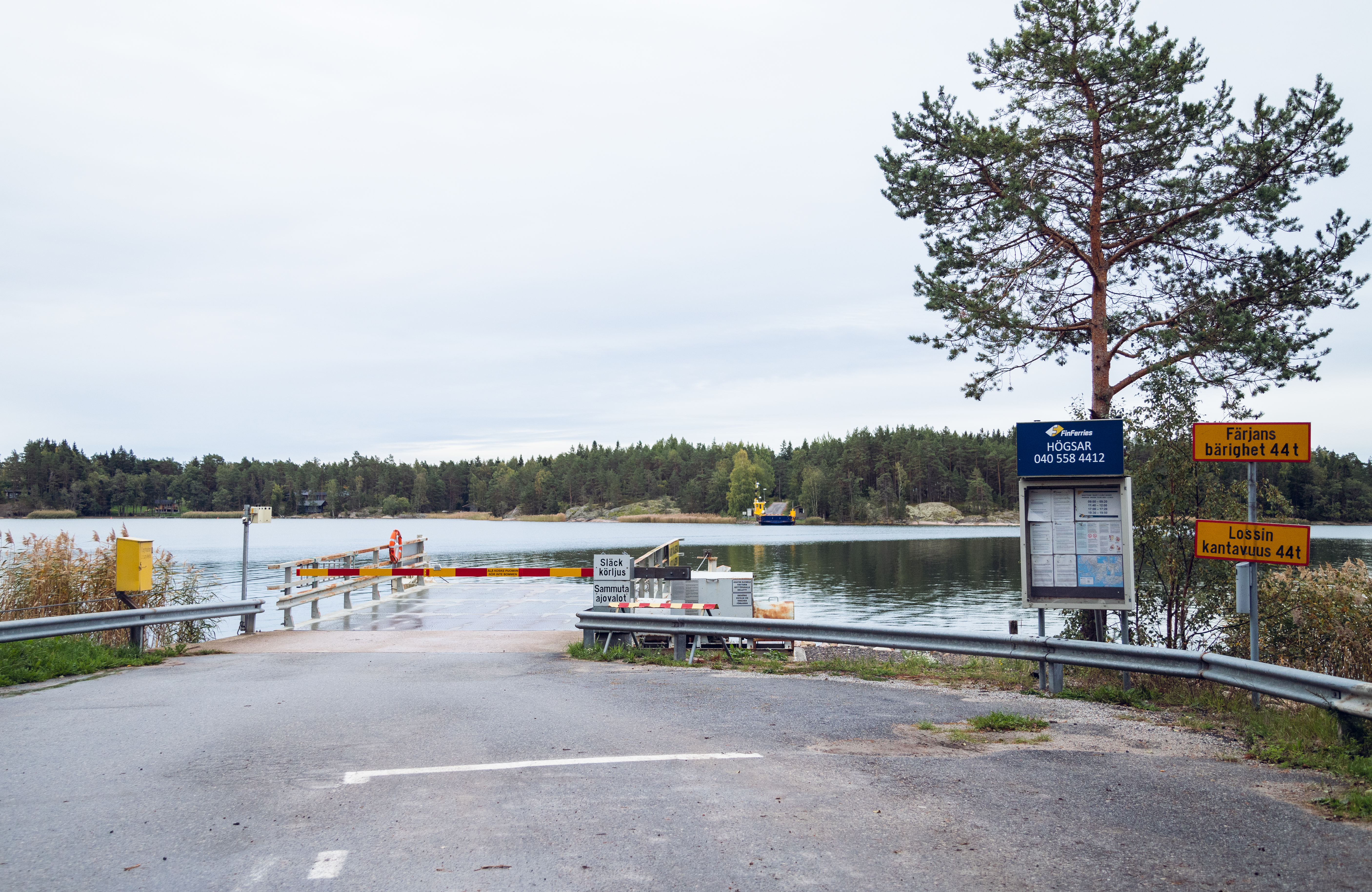
Högsar färjfäste

## Historia

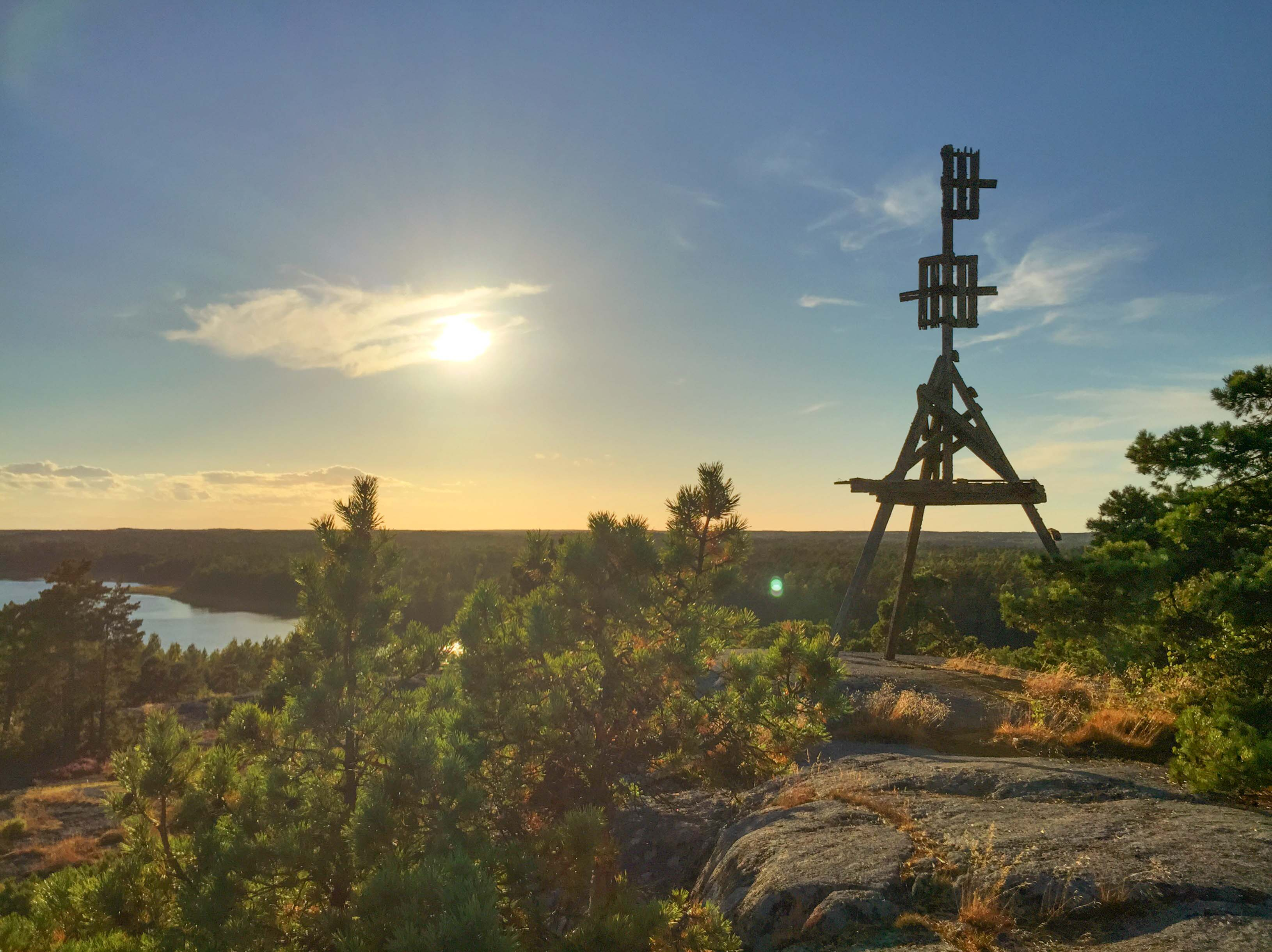
Triangelmätningstornet på Smörasken

Namnet Högsar antas härstamma från finskans Haukisaari (sv. Gäddholmen), alternativt från finskans Haukka (sv. Hök).
Ön Högsar omnämns på 1460-talet i Birger Trolles räkenskaper för Åbo slott. Högsars bol var år 1540 Nagus första och största . Högsar räknades till frälsegodsen i Nagu och öns hemman gavs som förläningar upprepade gånger fram till 1800-talet. Richard Rosencrantz af Granhammar (född Isaksson) var en överste och ståthållare som erhöll Högsar i förläning år 1612 som pant för ett lån till kronan. Den mest betydande förläningstagaren av Högsar blev under 1600-talet dock fältmarskalken greve Arvid Wittenberg, som hade 35 hemman i Nagu, vilket år 1655 motsvarade 20 % av den produktiva jorden i Nagu. Wittenberg ägde hemman i Mattnäs, Risis, Tackork, Sydänperä, Antböle, Vikom och på Högsar ägde han hela sju hemman. Han fick dessutom i Qviflax gårdarna Vestergård och Grannas i förläning.

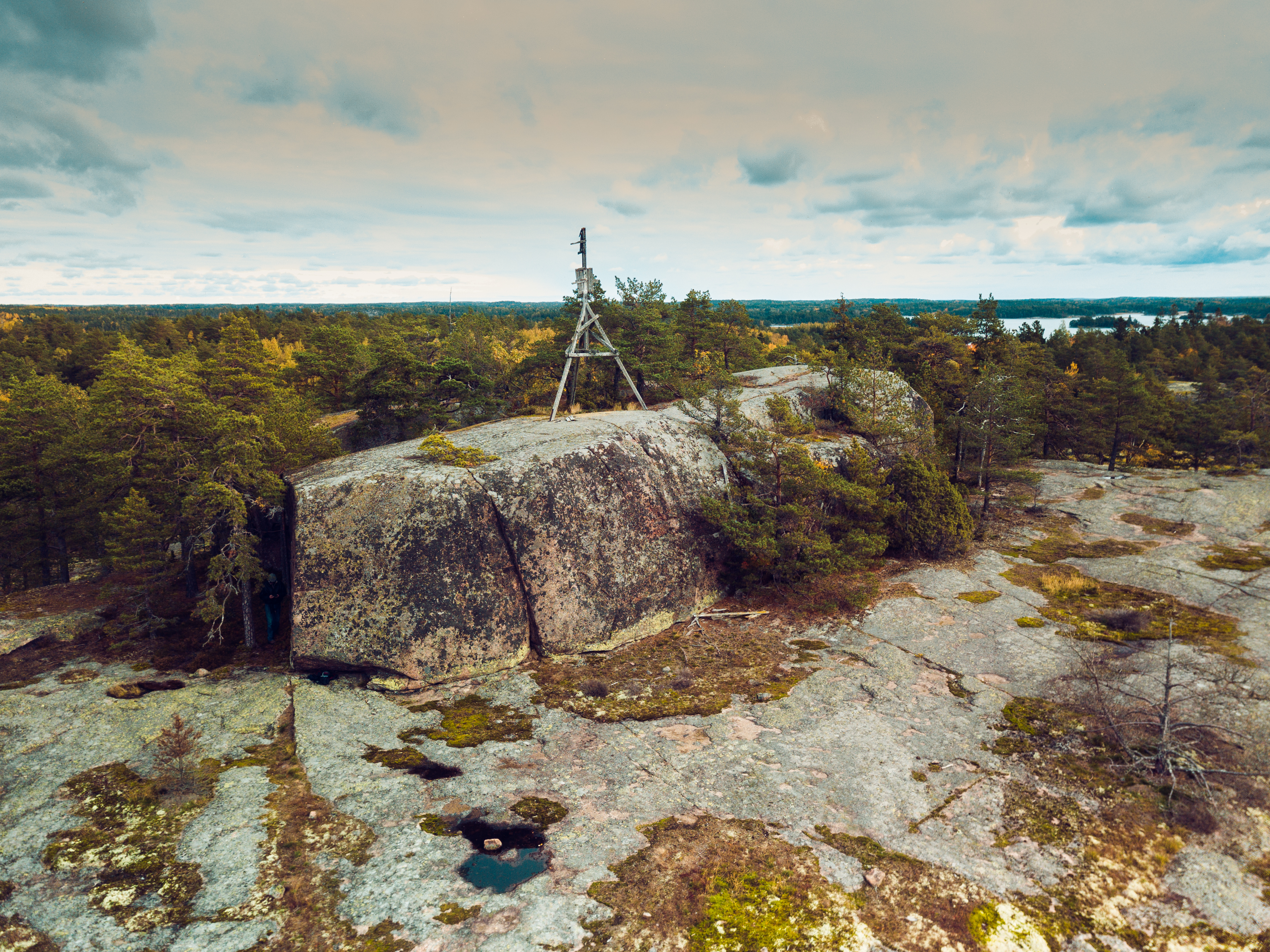
Smörasken fotograferad från luften hösten 2019

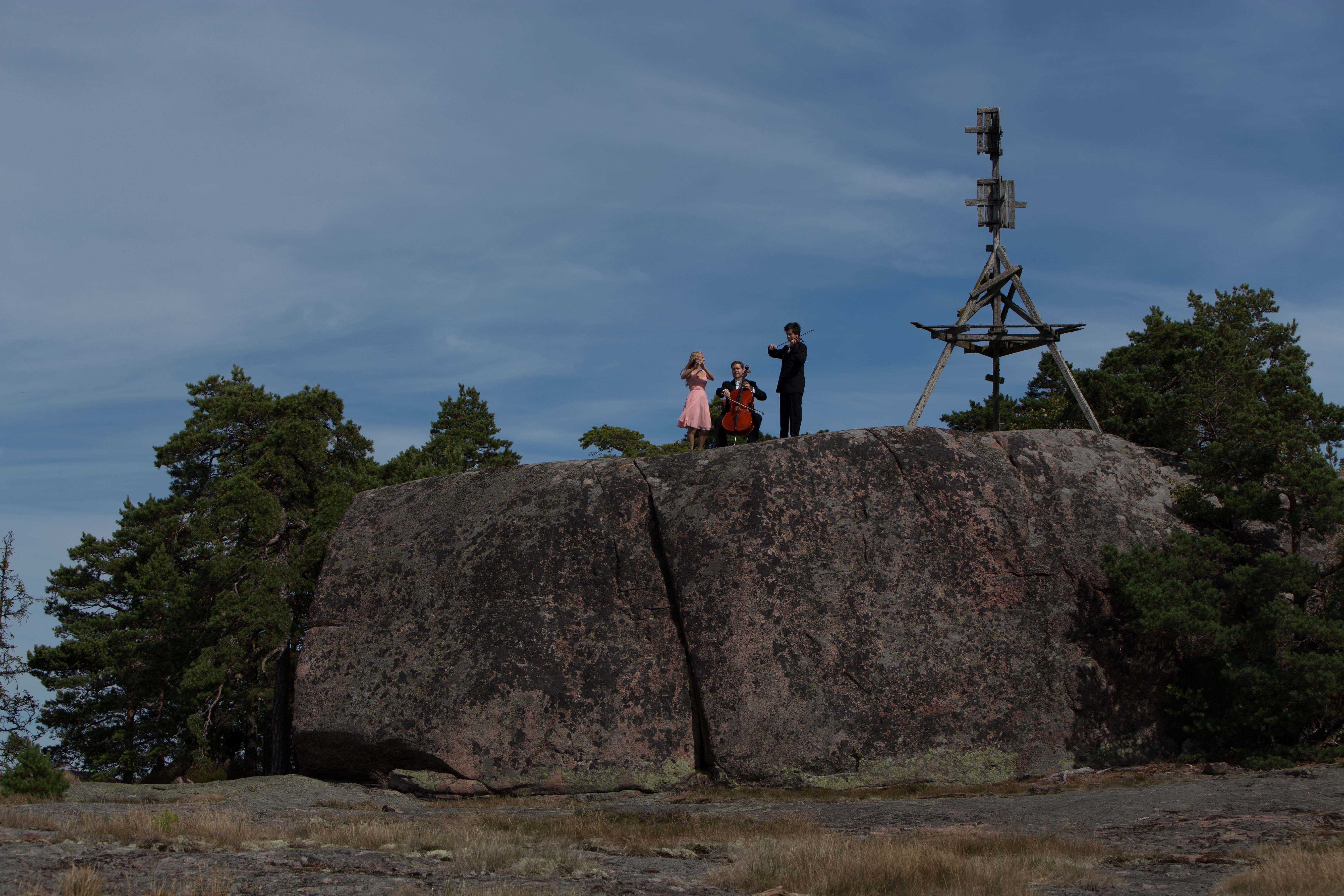
Smörasken högst på Kamskal, på Högsar i Nagu

Högsar stamfastighet (i folkmun kallad Högsar gård) bildades år 1690 genom en sammanslagning av en del av hemmanen på ön och på 1840-talet gjordes ytterligare en större sammanslagning. Högsar gård ägdes efter detta i sex generationer fram till år 1894 av familjen von Haartman och var den största gården i Nagu. År 1884 grundade forstmästare Alfred Mikael von Haartman ett mejeri på Högsar gård. Verksamheten fortgick till år 1952 och mejeriet kom att bli känt för sin grädd- och kryddost som bland annat såldes i Helsingfors, Åbo och Mariehamn. När osttillverkningen var som störst uppgick den till 15 000 kg per år. Samme Alfred Mikael von Haartman grundade år 1874 även en sågindustrianläggning på Högsar. Den ångdrivna sågen var belägen i Kamskallviken och var en av de största i skärgården. Driften sköttes av en maskinist och sju sågarbetare. Sågen hade också en egen bogserbåt vid namn "Högsar" för att kunna sköta leveranser och samma ångfartyg gick i passagerartrafik mellan Åbo och Nagu. Sågverksamheten varade endast i några år och sågen brann ner 10 år efter att den hade byggts. Ångsågens kontorsbyggnad finns kvar än i dag och är i privat ägo som sommarstuga. 
Senare ägare av Högsar gård har varit släkterna Schauman och Wahlforss. Högsar gård ägs sedan år 1969 av Carolus Rosenlew, som även äger Wijks Gård i Kimito.
Närliggande öar med anknytning till Högsar:
- Redamo och Sackholm (en ö)
- Tobaksgrund (en ö)